# Kostel Navštívení Panny Marie a svatého Václava
Kostel Navštívení Panny Marie a svatého Václava je památkově chráněná  církevní stavba v obci Dolní Kalná v okrese Trutnov.

## Popis
Barokní jednolodní stavba se nachází na návrší uprostřed obce. Je obklopena hřbitovem, kolem jehož zhruba oválné ohradní zdi jsou umístěny kapličky zastavení křížové cesty. V kostele jsou funkční pozdně barokní varhany pocházející z roku 1813. Jsou pokládány za vůbec nejstarší dochovaný nástroj varhanářské dílny Ignáce Predigera, která proslula mnoha realizovanými díly v severovýchodních Čechách.

## Historie
První písemná zmínka o kostele sv. Václava pochází z roku 1352, ač samotná Dolní Kalná je zmiňována až v roce 1369. Roku 1424 byl kostel pobořen husitskými vojsky během Žižkova tažení. Na místě zbořené gotické stavby byl v roce 1609 postaven nový renesanční kostel nákladem Václava z Valdštejna. Byl předán k užívání českým bratřím; kázal zde i Jan Amos Komenský. Kostel byl přestavěn do dnešní barokní podoby v roce 1723, kdy panství vlastnil hrabě Václav z Morzinu.
Od roku 2012 probíhají zásadní opravy střechy, fasády a varhan.

## Fotogalerie

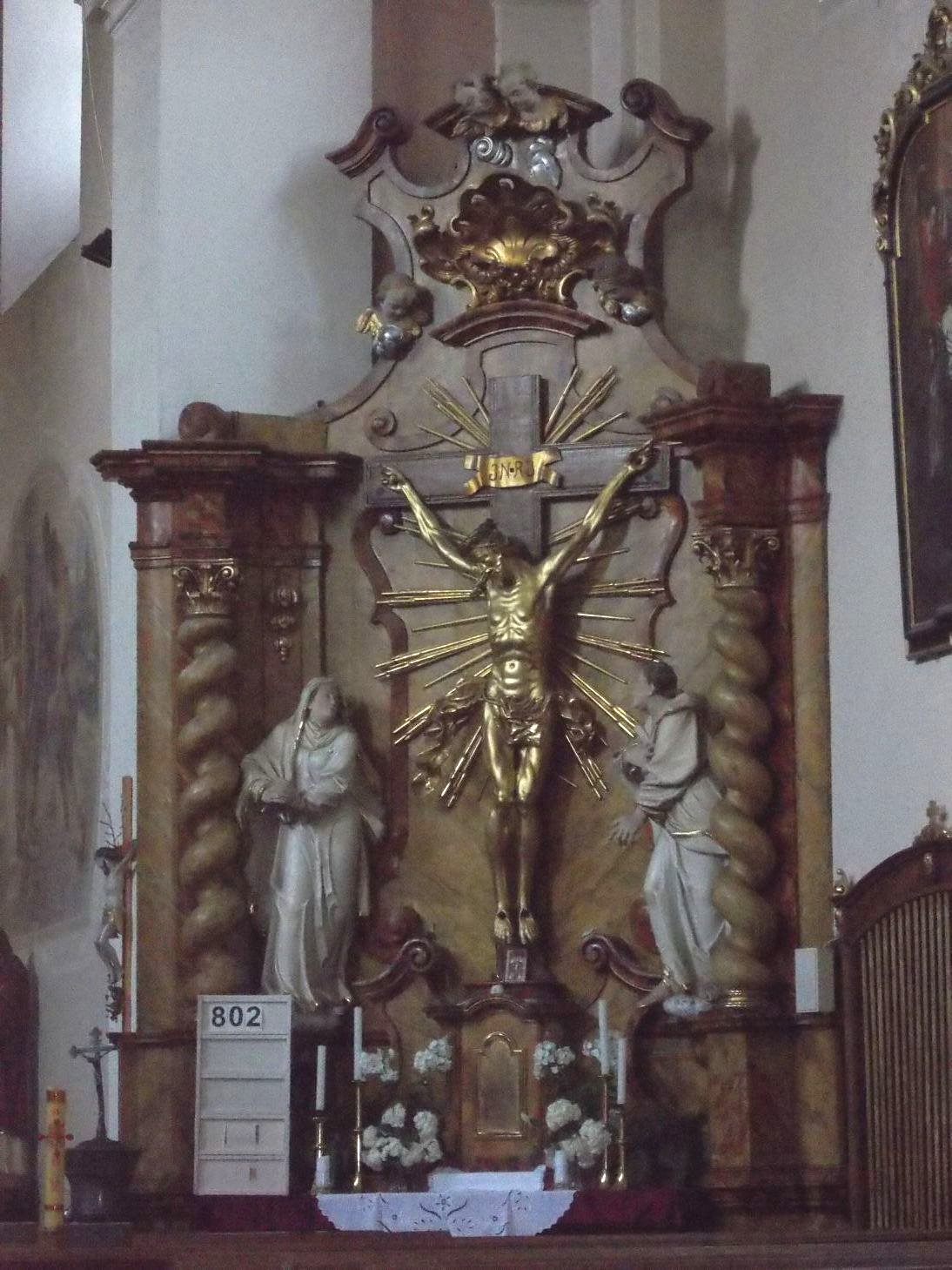
Barokní oltář (2013)
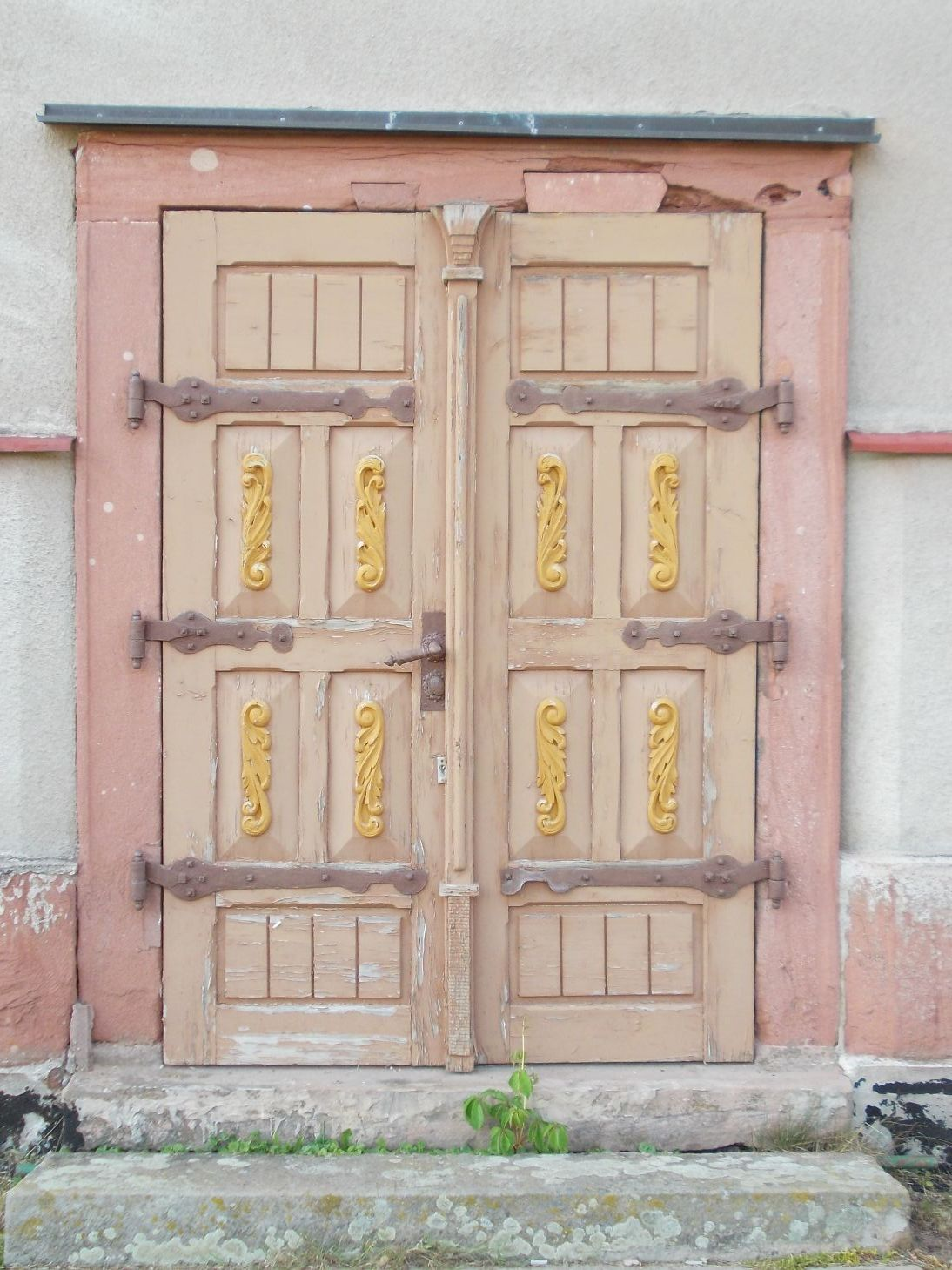
Boční portál (2013)
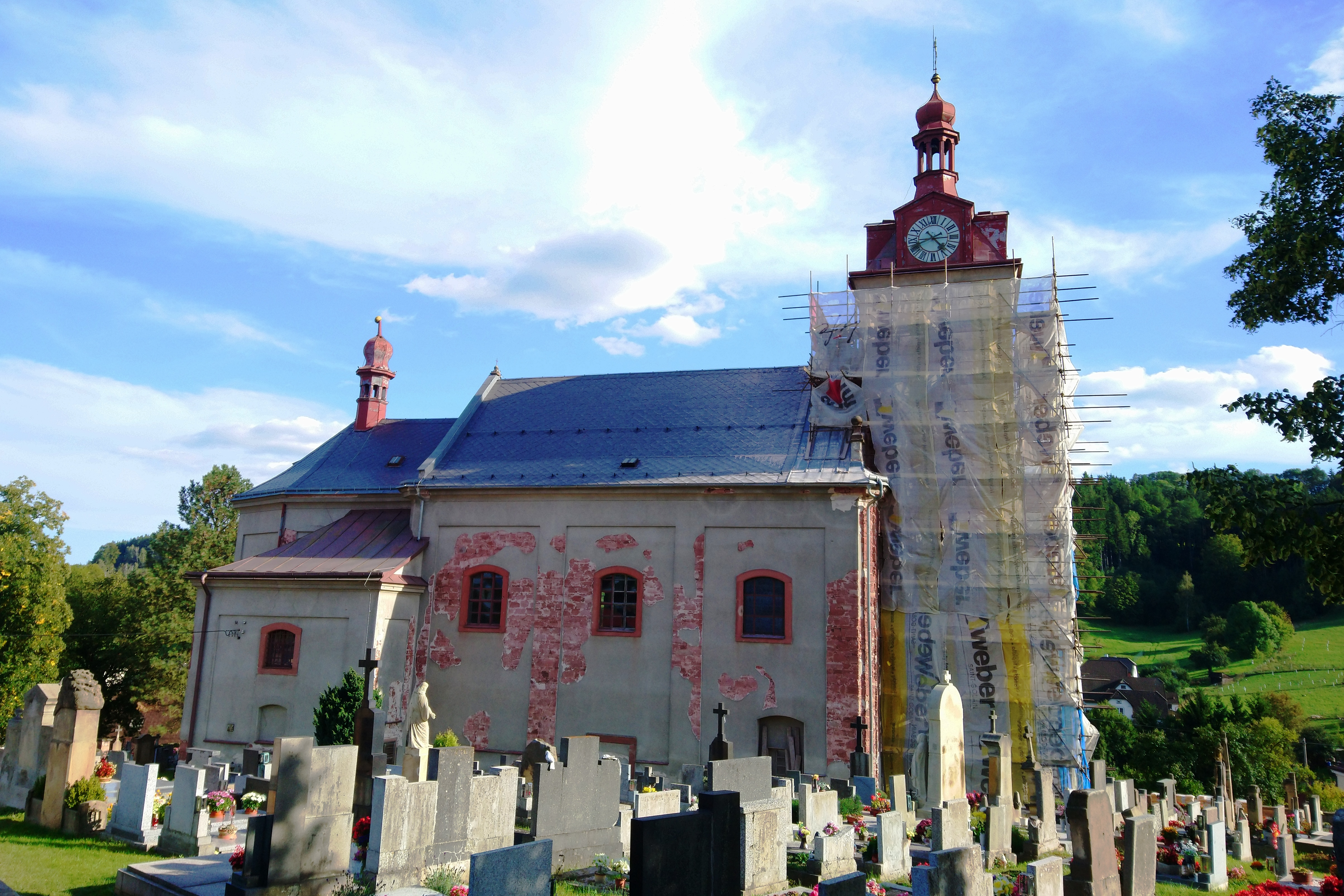
Oprava věže (2019)